# Patrik Hrošovský
Patrik Hrošovský (Prievidza, 22 d'abril de 1992) és un futbolista professional eslovac que juga com a migcampista pel Viktoria Plzeň i la selecció de futbol d'Eslovàquia.

## FC Viktoria Plzeň
Va realitzar el seu debut amb l'FC Viktoria Plzeň contra el FK Baník Sokolov el 12 de novembre de 2011 en la Copa Txeca.

## Carrera internacional
El 19 de novembre de 2014, Hrošovský va realitzar el seu debut en la selecció de futbol d'Eslovàquia quan va començar en un amistós contra Finlàndia.